# Hof bei Salzburg
Hof bei Salzburg (fino al 1978 Hof) è un comune austriaco di 3 426 abitanti nel distretto di Salzburg-Umgebung, nel Salisburghese.

## Monumenti e luoghi d'interesse
- Castello di Fuschl